# Firebird (película)
Firebird es una película de drama bélico romántico de 2021 dirigida, coescrita y coproducida por Peeter Rebane (en su debut como director), basada en las memorias de Sergey Fetisov The Story of Roman. La película está protagonizada por Tom Prior (quien también coescribió y coprodujo), Oleg Zagorodnii y Diana Pozharskaya. Ambientada en la Fuerza Aérea Soviética durante la Guerra Fría, cuenta la verdadera historia del amor prohibido entre un soldado y un piloto de combate.
Firebird tuvo su estreno mundial en el 35.° BFI Flare: Festival de Cine LGBTIQ+ de Londres el 17 de marzo de 2021. La película también se proyectó en el 45th Frameline: San Francisco International LGBTQ+ Film Festival el 27 de junio de 2021, donde ganó una mención de honor a la mejor ópera prima.

## Sinopsis
Sergey, un joven soldado con problemas, cuenta los días que faltan para que termine su servicio militar. Su vida da un vuelco cuando Roman, un atrevido piloto de combate, llega a la base. Impulsados por la curiosidad, Sergey y Roman navegan por la precaria línea entre el amor y la amistad mientras se forma un peligroso triángulo amoroso entre ellos y Luisa, la secretaria del comandante de la base. Sergey se ve obligado a enfrentar su pasado mientras la carrera de Roman está en peligro y Luisa lucha por mantener unida a su familia. A medida que los muros se cierran, arriesgan su libertad y sus vidas ante la creciente investigación de la KGB y el miedo al régimen soviético que todo lo ve.

## Reparto
- Tom Prior como Sergey
- Oleg Zagorodnii como Roman
- Diana Pozharskaya como Luisa
- Jake Thomas Henderson como Volodja
- Margus Prangel como Importante Zverev
- Nicholas Woodeson como Coronel Kuznetsov
- Éster Kuntu como Masha
- Kaspar Velberg como Piloto Selenov
- Sergei Lavrentev como Profesor de Obra
- Rasmus Kaljujärv como Piloto
- Lauri Mäesepp como Piloto
- Karl-Andreas Kalmet como Piloto
- Vladimir Nadein como Joven Recluta
- Markus Luik como Sargento Janis
- Anatoli Tafitšuk como Mecánico Ivan
- Nils Mattias Steinberg como Karamazin
- Sten Karpov como Agente de Deber
- Carmen Mikiver como Doctor de Ejército
- Mihkel Kabel como Guardia de Frontera Popov
- Ilja Toome como Operador de Radar
- Kuldar-Kristjan Kurg como Bueno Mirando Conscript
- Henessi Schmidt como Olga
- Kaie Kõrb como Anna
- Imre Sooäär como Director de Teatro
- Deni Alasaniya como Ilya
- Markus Habakukk como Guildenstern
- Jaanika Arum como Compañera de clase bohemian
- Jonathan Tupay como Sergey Jr.
- Eduard Toman como Toastmaster
- Catherine Charlton como La tía de Luisa
- Britta Soll como Katya
- Luule Komissarov como Señora Kvas
- Timur Ilikajev como Busker
- Eili Sild-Torga como Señora Vieja
- Mari Lill como Señora Vieja
- Anne Paluver como Encargado de Tren
- Gerda Johnson como Vecino
- Aavo Pekri como Hombre de la KGB
- Monika Jallajas como La madre de Luisa
- Vadim Sehvatov como El padre de Luisa
- Karl Markus Antson como Privado
- Deniss Pogosjan como Cartero
- Artur Tjulenev como Peón Áspero
- Romek Uibopuu como Joven Sergey
- Gregory Kibus como Joven Dima
- Marge Sillaste como Madre de Sergey

## Lanzamiento
La película tuvo su estreno mundial en el 35° BFI Flare: Festival de Cine LGBTIQ+ de Londres el 17 de marzo de 2021, proyectado como parte del capítulo Hearts. También se proyectó en el 43° Festival Internacional de Cine de Moscú el 24 de abril de 2021, el 45° Frameline: Festival Internacional de Cine LGBTQ + de San Francisco el 27 de junio de 2021, el 42° Festival Internacional de Cine de Durban el 23 de julio de 2021 y el 39° Festival de Cine LGBTQ Outfest de Los Ángeles. el 21 de agosto de 2021. El estreno asiático se llevó a cabo en el 32° Festival de Cine Lésbico y Gay de Hong Kong el 17 de septiembre de 2021.

## Recepción
En el sitio web del agregador de reseñas Rotten Tomatoes, que clasifica las reseñas solo como positivas o negativas, el 86% de las 7 reseñas son positivas. Randy Myers en su reseña para San Jose Mercury News dijo que es "Un melodrama brillante y elegante que se eleva con pasión y es elevado por fuertes valores de producción, actuaciones sinceras y un arco de la historia que viaja a destinos inesperados". En el Daily Mirror (Reino Unido), Lewis Knight dijo que "no es un romance revolucionario queer de ninguna manera, pero es una brillante historia de amor con convicción y auténtica tragedia histórica".